# Sundby, Lolland
Sundby är en ort på Lollands ostkust i Danmark med 2 843 invånare (2017)  Orten ligger vid Fredrik IX:s bro, som förbinder den med Nykøbing Falster på Falster. I Øster Toreby i ortens sydvästra del finns en hållplats på Lollandsbanen mellan Nykøbing Falster och Nakskov.
Sundby tillhör Guldborgsund kommun i Region Själland.
I Sundbys norra utkant ligger ortens största attraktion, Medeltidscentret, ett friluftsmuseum med fokus på medeltiden i Danmark, omkring 1300- och 1400-talen